# سهل أباد (ميانة)
سهل‌ أباد هي قرية في مقاطعة ميانة، إيران. عدد سكان هذه القرية هو 107 في سنة 2006.